# Roksana Jędrzejewska-Wróbel

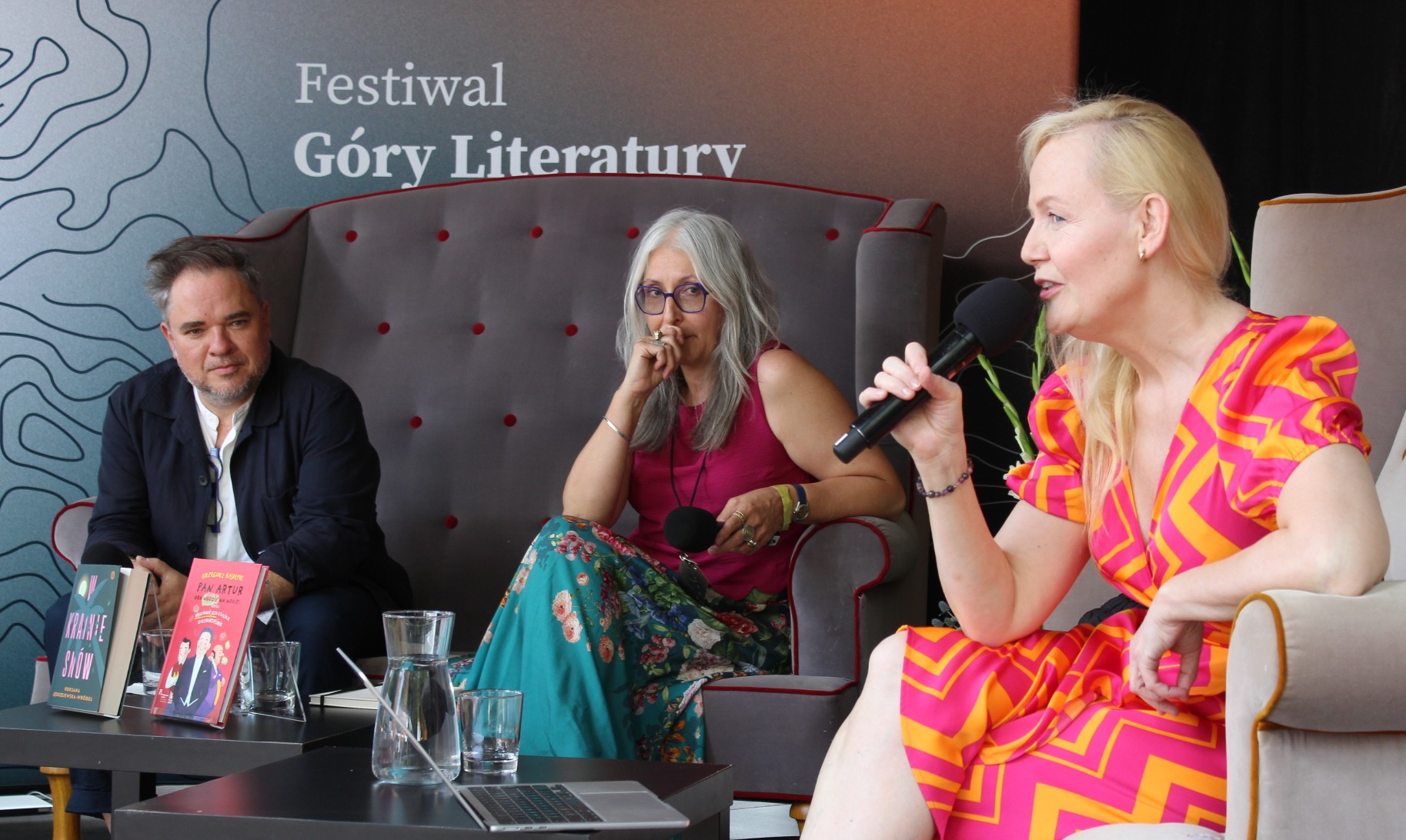
Grzegorz Kasdepke, Roksana Jędrzejewska-Wróbel, Katarzyna Stoparczyk

Roksana Jędrzejewska-Wróbel (ur. 1 maja 1969 w Gdańsku) – polska pisarka, doktor literaturoznawstwa, autorka książek dla dzieci i młodzieży oraz scenariuszy filmowych i sztuk teatralnych.

## Życiorys
Ukończyła filologię polską na Uniwersytecie Gdańskim. Pracę magisterską o Annie Świrszczyńskiej napisała pod kierunkiem prof. Stefana Chwina, podobnie jak obronioną z wyróżnieniem rozprawę doktorską pt. Autobiografia w listach. Korespondencja Kazimiery Iłlakowiczówny z pisarkami. Podczas studiów doktoranckich prowadziła ze studentami zajęcia z poezji współczesnej. Zanim zaczęła pisać dla dzieci pracowała jako kierownik administracyjny gdańskiego klubu studenckiego „Żak”. W 2003 roku wygrała VIII konkurs poetycki im. Mieczysława Czychowskiego. Jako autorka książek dla dzieci zadebiutowała dwukrotnie: najpierw w 1998 roku, napisaną wspólnie z prof. Włodzimierzem Fijałkowskim książką Oto jestem, potem w 2004 r. – już samodzielnie – Sznurkową historią.
Współpracowała z miesięcznikiem dla rodziców Dziecko, dwutygodnikami dla dzieci – Świerszczyk i Miś, a także z redakcją dziecięcą Polskiego Radia i z redakcją TVP. Jest autorką tekstów do podręczników szkolnych oraz bajek terapeutycznych. Jej Królewna, Gębolud i Sznurkowa historia są proponowane jako lektury w klasach nauczania początkowego. Na podstawie książek Kosmita i Kamienica zrealizowano spektakle teatralne, a na podstawie serii książek o ryjówce Florce powstał serial animowany Pamiętnik Florki.
Popularyzuje dobrą książkę dziecięcą współpracując z bibliotekami w Polsce, prowadząc wykłady i warsztaty dla nauczycieli i bibliotekarzy.
Reprezentowała polską literaturę dziecięcą na Festiwalu Kultury Polskiej w Chivasso (Włochy) i na Festiwalu Literatury w Mannheim. Prezentowała swoją twórczość w Irlandii, Francji i Holandii. Laureatka nagród, m.in. za Najlepszą Książkę Dziecięcą „Przecinek i Kropka” oraz Nagrody Literackiej im. Kornela Makuszyńskiego. Jej książki wpisane są na Złotą Listę Fundacji „ABCXXI – Cała Polska czyta dzieciom”, Listę Skarbów Muzeum Książki Dziecięcej oraz Międzynarodową Listę Białych Kruków (Internationale Jugendbibliothek w Monachium). Dwukrotnie otrzymała Stypendium Kulturalne Miasta Gdańska.
Jest członkiem Polskiej Sekcji IBBY, Unii Literackiej i Stowarzyszenia Pisarzy Polskich. Ma troje dzieci, mieszka w Gdańsku.

## Twórczość

### Książki
- Oto jestem – ilustrowana opowieść o pierwszych miesiącach życia człowieka – (współautor prof. Włodzimierz Fijałkowski) (Gdańskie Wydawnictwo Oświatowe 1998, WSiP 2002)[9]
- Sznurkowa historia (Wydawnictwo Nasza Księgarnia 2004)[10]
  - wyd. II (Wydawnictwo Bajka 2012)[11]
- Gębolud (Gdańskie Wydawnictwo Psychologiczne 2004)[12]
  - wyd. II (Wydawnictwo Literatura 2010)[13]
- Królewna (Gdańskie Wydawnictwo Psychologiczne 2004)[14]
  - wyd. II (Wydawnictwo Literatura 2009)[15]
  - wyd. III (Wydawnictwo Bajka 2015)[16]
- Rynna (Wydawnictwo Fro9 2004)[17]
- Lucjan – lew jakiego nie było (Wydawnictwo Muchomor, 2005)[18][19]
- Ortograffiti – czytanie ze zrozumieniem z. 1-2 (wyd. Operon 2006)[20]
- Kamienica
  - wyd. I (Wydawnictwo Literatura, 2006)[21]
  - wyd. II (Wydawnictwo Bajka, 2014)[22]
- Seria książek „z Plastelinkiem” (WSiP 2006):
  - Co jest najważniejsze w kłótni[23]
  - Dziwna staruszka[24]
  - Każdy jest inny[25]
  - Wojna o biały fartuch[26]
  - Rodzeństwo starsze i młodsze[27]
  - Po co są na świecie brzydkie słowa[28]
- Halicz (Wydawnictwo Muchomor 2006)[29]
  - wyd. II – Powstaniec Halicz (Wydawnictwo Muchomor 2014)[30]
- Elementarz demokracji – jak to działa (Wydawnictwo Literatura 2007)[31]
  - wyd. II (Wydawnictwo Literatura 2012)[32]
- O słodkiej królewnie i pięknym księciu (Media Rodzina 2008)[33]
- Dzień z księżniczką. Angielski dla najmłodszych (LektorKlett 2008)
- Dzień z rycerzem. Angielski dla najmłodszych (LektorKlett 2008)
- Dzień z Edwardem. Angielski dla najmłodszych (LektorKlett 2008)
- Florka. Z pamiętnika Ryjówki (Wydawnictwo Literatura 2007)[34]
  - wyd. II (Wydawnictwo Bajka, 2015)[35]
- Florka. Listy do Józefiny (Wydawnictwo Literatura 2008)[36]
  - wyd. II (Wydawnictwo Bajka, 2015)[37]
- Kosmita (Fundacja ING Banku i Synapsis 2008)[38][39][40][41]
- Maleńkie Królestwo królewny Aurelki (Wydawnictwo Bajka 2009)[42]
- Florka. Listy do babci (Wydawnictwo Literatura 2010)[43]
  - wyd. II (Wydawnictwo Bajka, 2015)[44]
- Siedmiu wspaniałych i sześć innych, nie całkiem nieznanych historii
  - wyd. I (Wydawnictwo Bajka 2010)[45]
  - wyd. II (Wydawnictwo Bajka 2014)[46]
- Rozmowy ze świnką Halinką (Wydawnictwo Bajka 2011)[47]
- Bzyk Brzęk (Wydawnictwo Bajka 2011)[48]
- O Melanii, Melchiorze i Panu Przypadku (Wydawnictwo Bajka 2013)[49]
- Humory Hipolita Kabla (Adamada 2015)[50]
- Florka. Mejle do Klemensa (Wydawnictwo Bajka 2016)[51]
- Praktyczny Pan (Wydawnictwo Bajka 2016)[52]
- Alojzy@kotwpodróży.com (Media Rodzina 2017)[53]
- Florka. Zapiski ryjówki (Wydawnictwo Bajka 2017)[54]
- Piąte przez dziewiąte współautor: Wojciech Widłak (Adamada 2018)[55]
- Jeleń (Wydawnictwo Bajka 2018)[56]
- Pracownia Aurory (Wydawnictwo Bajka 2019)[57]
- Stan Splątania (Wydawnictwo Literackie 2021)[58]
- Kwiat paproci (Wydawnictwo Bajka 2022)[59]
- Szklana Góra (Wydawnictwo Bajka 2022)[60]
- Dziwożona (Wydawnictwo Bajka 2022)[61]
- W krainie snów (Wydawnictwo Literackie 2024)[62]
- 12 dni. Patchwork rodzinny (Wojewódzka i Miejska Biblioteka Publiczna im. Josepha Conrada Korzeniowskiego w Gdańsku)

Opowiadania publikowane w antologiach:
- Opowiadania wigilijne (Wydawnictwo Literatura 2007)[63]
- Bezpieczna bajka (Nasza Księgarnia 2011)[64]
- Opowiadania o zwierzętach. Polscy pisarze dzieciom (Wydawnictwo Literatura 2012)[65]
- 12 ważnych opowieści. Polscy autorzy o wartościach (Papilon 2014)[66]
- Bajkoterapia, czyli bajki-pomagajki dla małych i dużych (Nasza Księgarnia 2015)[67]
- Świerszczyk. Wielka księga (Egmont 2015)[68]
- 12 ważnych praw. Polscy autorzy o prawach dzieci (Publicat 2015)[69]
- 12 dziecięcych wyzwań. Polscy autorzy o tym, jak poradzić sobie z problemami (Publicat 2016)[70]
- 12 wyjątkowych postaci. Polscy autorzy o marzeniach (Publicat 2017)[71]
- Sylaboratorium, czyli leksykon młodego erudyty (Egmont 2017)[72]
- Dobranocki na pogodę i niepogodę (Nasza Księgarnia 2018)[73]
- Dobranocki na Gwiazdkę (Nasza Księgarnia 2018)[74]
- 12 ważnych emocji. Polscy autorzy o tym, co czujemy (Publicat 2020)[75]
- Wszystkie kolory świata (Agora 2021)[76]

### Sztuki teatralne
- Kosmita, adaptacja i reżyseria Dariusz Wiktorowicz, Teatr Dzieci Zagłębia, 2010[77]
- Kamienica (na podstawie własnej powieści, współpraca Małgorzata Sikorska-Miszczuk), reż. Ewa Piotrowska, Teatr Miniatura, Gdańsk 2013[78]
- Księga dżungli (na motywach Rudyarda Kiplinga), reż. Ewa Piotrowska, Teatr BANIALUKA, Bielsko-Biała 2015[79]
- Nie dość blada królewna, reż. Ewa Piotrowska, Teatr Pleciuga, Szczecin 2016[80]
- A niech to czykolada (adaptacja teatralna powieści Pawła Beręsewicza), reż. Ewa Piotrowska, Teatr Baj, Warszawa 2016[81]
- Maleńkie królestwo Królewny Aurelki, reż. Ewa Piotrowska, Teatr Baj i Teatr Pleciuga, Warszawa/Szczecin 2018[82]
- Śpiew morza, reż. Ewa Piotrowska, Teatr Miniatura, Gdańsk 2024[83]

### Dorobek filmowy i telewizyjny
- Dobranocka Babcia Róża i Gryzelka (TVP 2006-2007)[84]
- Pamiętnik Florki 52-odcinkowy serial animowany(Anima-Pol 2014-2017)[85]
- Praktyczny Pan, krótkometrażowy film animowany, reż. Michał Poniedzielski (Running Rabbit 2018)[86]

### Tłumaczenia
- węgierski[87], słoweński[88][89], koreański[90][91], rosyjski, ukraiński, macedoński, białoruski, arabski i japoński.

### Pozostała twórczość
- Tłumaczenie książki Księżnej Hisako Takamado Lulie the Iceberg, wyd. polskie Wielka podróż Lulie (Fundacja Marka Kamińskiego 2004)[92]
- Wybór wierszy do książki K. Iłłakowiczówny Chodzi, chodzi, baj po ścianie, ilustracje Paweł Pawlak (Media Rodzina 2008)[93]
- Materiały dla nauczycieli dotyczące analizy literackiej:
  - Ty, który rozpoczynasz omówienie lektury, porzuć strach i wszelkie opracowania[94]
  - Analiza literacka książki „Czarny Młyn” Marcina Szczygielskiego[95]
  - „Czarny Młyn” – świat wnuków dzieci z Bullerbyn[96]
- Seria tekstów edukacyjnych i gier dla dzieci w wieku przedszkolnym na multimedialnej platformie eksperckiej dla nauczycieli Aktywne Łącze[97]

## Nagrody i wyróżnienia
- 2001 – Wyróżnienie w IX edycji konkursu na Dziecięcy Bestseller Roku za książkę Oto jestem.
- 2001 – Wyróżnienie na ogólnopolskim konkursie Pro Bolonia za projekt książki dla dzieci pt. Sznurkowa historia z ilustracjami Agnieszki Żelewskiej
- 2002 – I miejsce w Ogólnopolskim Konkursie Literackim im. Czesława Janczarskiego za bajkę Królewna („MIŚ” 2003/9,10 z ilustr. Agnieszka Żelewska) oraz wyróżnienie za bajkę Gębolud („MIŚ” 2003/6, ilustr. Grażyna Rigall)[98]
- 2003 – I miejsce w VIII Konkursie Poetyckim im. Mieczysława Czychowskiego
- 2004 – Nominacja literacka Polskiej Sekcji IBBY Książka Roku za książkę Gębolud[99]
- 2004 – Nominacja w konkursie na Dziecięcy Bestseller Roku. Za książkę Królewna
- 2006 – Nominacja do tytułu Książki Roku Polskiej Sekcji IBBY za powieść Kamienica[100]
- 2006 – Nominacja do Nagrody BESTSELLERek
- 2006 – Wyróżnienie Donga w konkursie na „Dziecięcy Bestseller Roku” za powieść Kamienica
- 2007 – Wyróżnienie w Konkursie Nagrody Literackiej im. Kornela Makuszyńskiego za powieść Kamienica[101].
- 2007 – Wyróżnienie „Edukacja XXI” na Targach Edukacyjnych za serię książek o Plastelinku
- 2007 – Złoty medal na Targach „Edukacja” w Kielcach 2007 za serię książek o Plastelinku
- 2007 – Wyróżnienie Komitetu Ochrony Praw Dziecka w konkursie Świat Przyjazny Dziecku za serię książek o Plastelinku
- 2007 – Wyróżnienie w Konkursie Polskiej Sekcji IBBY Dziecięcy Bestseller Roku za „idealne połączenie poetyckiego słowa z pięknem szaty graficznej” dla książki K. Iłłakowiczówny Chodzi, chodzi, baj po ścianie – wybór wierszy Roksana Jędrzejewska-Wróbel, ilustracje Paweł Pawlak
- 2007 – Brązowy Medal „Zasłużony Kulturze Gloria Artis”[102][84]
- 2008 – Nominacja literacka w konkursie Polskiej Sekcji IBBY Książka Roku za książkę O słodkiej królewnie i pięknym księciu[33]
- 2009 – Nagroda Bibliotekarzy im. Haliny Skrobiszewskiej za książkę O słodkiej królewnie i pięknym księciu
- 2008 – „Książka wiosny” Biblioteki Raczyńskich w Poznaniu dla książki Florka. Z pamiętnika ryjówki[103]
- 2009 – Nominacja do Nagrody Małego Donga za dylogię Florka. Z pamiętnika ryjówki i Florka – listy do Józefiny
- 2009 – Nagroda BESTSELLERek Roku za dylogię Florka. Z pamiętnika ryjówki i Florka – listy do Józefiny[104]
- 2009 – Nagroda Literacka im. Kornela Makuszyńskiego za książkę Florka – listy do Józefiny[5]
- 2009 – Nominacja literacka w konkursie Polskiej Sekcji IBBY Książka Roku za książkę Kosmita
- 2009 – Książka Kosmita wpisana na Złotą Listę Fundacji ABCXXI „Cała Polska Czyta Dzieciom”[6]
- 2009 – Nagroda Najlepsza Książka Dziecięca „Przecinek i Kropka” za książkę Maleńkie Królestwo królewny Aurelki[4][105]
- 2010 – Nominacja do nagrody „Sztorm Roku” za książkę Kosmita
- 2010 – Nominacja w konkursie Najlepsza Książka Dziecięca „Przecinek i Kropka” za książkę Siedmiu wspaniałych i sześć innych, nie całkiem nieznanych historii
- 2011 – Książka Kosmita wpisana do międzynarodowego katalogu „Outstanding Books for Children with Disabilities”[106]
- 2011 – Nominacja w konkursie Najlepsza Książka Dziecięca „Przecinek i Kropka” za książkę Bzyk Brzęk
- 2012 – Nominacja do nagrody Zielonej Gąski im. Hermenegildy Kociubińskiej za książkę Bzyk Brzęk
- 2012 – Wyróżnienie w konkursie Muzeum Książki Dziecięcej im. Haliny Skrobiszewskiej za książkę Bzyk Brzęk[7]
- 2013 – Nominacja w konkursie Najlepsza Książka Dziecięca „Przecinek i Kropka” za książkę O Melanii, Melchiorze i Panu Przypadku
- 2015 – Nominacja w konkursie Najlepsza Książka Dziecięca „Przecinek i Kropka” za książkę Królewna[107]
- 2016 – Nominacja w konkursie Najlepsza Książka Dziecięca „Przecinek i Kropka” za książkę Praktyczny Pan[108]
- 2016 – Nominacja literacka i graficzna w konkursie Polskiej Sekcji IBBY Książka Roku za książkę Praktyczny Pan[109]
- 2016 – Nominacja do Nagrody im. Ferdynanda Wspaniałego dla Najlepszej Polskiej Książki dla Dzieci za książkę Praktyczny Pan[110]
- 2016 – Książka Praktyczny Pan wpisana na Listę Białych Kruków Internationale Jugendbibliothek w Monachium[111]
- 2019 – Nagroda Najlepsza Książka Dziecięca „Przecinek i Kropka” za książkę Florka. Zapiski ryjówki[112]
- 2019 – Książka Jeleń wpisana na Listę Białych Kruków Internationale Jugendbibliothek w Monachium
- 2020 – Nagroda Najlepsza Książka Dziecięca „Przecinek i Kropka” za książkę Pracownia Aurory[113]
- 2020 – Książka Pracownia Aurory wpisana na Złotą Listę Fundacji ABCXXI „Cała Polska Czyta Dzieciom[114]
- 2021 – Nominacja literacka w konkursie Polskiej Sekcji IBBY Książka Roku za powieść dla młodzieży Stan splątania[115]
- 2022 – Nominacja literacka blogerów książkowych w plebiscycie Lokomotywa za powieść dla młodzieży Stan splątania[116]
- 2022 – Nagroda Główna w XIX edycji Konkursu Świat Przyjazny Dziecku Komitetu Ochrony Praw Dziecka za powieść Stan Splątania
- 2022 – Nagroda Żółtej Ciżemki w kategorii literatura za powieść Stan splątania[117]
- 2022 – Nagroda w konkursie Literacka Podróż Hestii za powieść Stan splątania[118]
- 2024 – Pegazik – nagroda Polskiego Towarzystwa Wydawców Książek i Prezydenta Miasta Poznania za całokształt[119]
- 2024 – Książka Roku Polskiej Sekcji IBBY za powieść dla młodzieży W krainie snów[120]